# Stefano Gabrini
Stefano Gabrini (* 4. Januar 1959 in Rom) ist ein italienischer Filmschaffender.

## Leben
Gabrini arbeitet in der Filmwelt seit 1983; er drehte Kurzfilme, Videoclips, Dokumentationen und wirkte bei mehreren Fernsehprojekten wie La notte della Repubblica und Viaggio intorno all'uomo mit. Daneben war er als Aufnahmeleiter im Theater tätig. Nach einer Episode als Filmkritiker für „Reporter“ spielte er in Beppe Cinos Kinofilm La casa del buon ritorno die Hauptrolle und fungierte als Regieassistent. Nach einem beim Wettbewerb „Scrivere il Cinema“ ausgezeichneten eigenen Drehbuch inszenierte er 1990 Il gioco delle ombre, in dem er auch spielte. Sein Dokumentarfilm The Secret Music of the Plants wurde zwei Jahre zuvor in England ausgezeichnet. Erst 2001 erschien ein weiterer Spielfilm, der vielfach ausgezeichnete Jurij; Arbeiten für das Fernsehen und weitere Kurzfilme folgten.

## Filmografie (Auswahl)
- 1986: Das Haus der blauen Schatten (La casa del buon ritorno) (Schauspieler)
- 1990: Il gioco delle ombre (Regie, Drehbuch, Schauspieler)
- 2001: Jurij (Regie, Drehbuch)